# Sociedade Hípica Brasileira
A Sociedade Hípica Brasileira ou SHB foi fundada em 25 de novembro de 1938.
É um clube voltado para o hipismo do Brasil e é o mais antigo clube hípico do Rio de Janeiro. Está situado aos pés do Cristo Redentor, junto a Lagoa Rodrigo de Freitas.
Possui 54 mil metros quadrados que abrigam uma estrutura para a prática do hipismo. Sua Vila Hípica comporta mais de 350 baias, e os animais recebem tratamento adequado por parte de profissionais especializados.
Grande incentivadora do esporte eqüestre, a SHB, através de sua Escola de Equitação, oferece aulas para alunos a partir de oito anos de idade.